# Tanaecia samudaya
Tanaecia samudaya är en fjärilsart som beskrevs av Hans Fruhstorfer 1913. Tanaecia samudaya ingår i släktet Tanaecia och familjen praktfjärilar. Inga underarter finns listade i Catalogue of Life.